# Limburški jezik
Limburški jezik (ISO 639-3: lim; limburgisch, limburgs plat), jedan od srednjonjemačkih jezika kojim govori oko 1 300 000 ljudi u Limburgu i Porajnju (Rheinland) od čega 700 000 (2001) u Nizozemskoj (Maastricht, Heerlen, Roermond, Venlo), 600 000 u Belgiji (2001; Hasselt, Genk, Maaseik, Voeren, Eupen) i nepoznat broj u Njemačkoj (Cleve (Kleve), Aachen, Viersen, Heinsberg). U Nizozemskoj je limburški jedan od službenih jezika. Razvio se od jezika kojima su govorili Franci u dolini rijeke Rajne. 

## Vanjske poveznice
- Ethnologue (15th)